# Vladimir Majakovskij
Vladimir Vladimirovitj Majakovskij (russisk: Влади́мир Влади́мирович Маяко́вский, tr. Vladímir Vladímirovitj Majakóvskij; født 19. juli 1893 i Kutaisi guvernement (nu Georgien), Det Russiske Kejserrige, død 14. april 1930 i Moskva, Sovjetunionen) var en russisk/sovjetisk digter, forfatter og dramatiker, der var blandt de fremmeste repræsentanter for den russiske futurisme.
Majakovskij, der var søn af en kosakkisk far og en ukrainsk mor, blev allerede som 14-årig politisk aktiv, da han deltog i en socialistisk demonstration i byen Kutaisi, hvor han gik i skole. Efter faderens død i 1906 flyttede Majakovskij med sin mor og to søstre til Moskva. Her udviklede han en stærk interesse for marxistisk litteratur og tog del i en række aktiviteter i Ruslands Socialdemokratiske Arbejderparti og blev to år senere medlem og dermed bolsjevik. Han blev i 1908 bortvist fra skolen, fordi moderen ikke kunne betale skolepengene. Han blev fængslet tre gange grundet omfattende politisk aktivitet, men undgik deportation, fordi han var mindreårig.
Han var i 1912 medforfatter til den russiske futurismes manifest, En lussing til den offentlige smag, og han var midtpunktet i de oplæsningsturnéer, der fulgte efter udgivelsen. Han tegnede og tekstede i årene 1919-1921 ca. 500 politiske plakater og blev drivkraften bag Kunstens Venstrefront, hvilket bragte ham på rejser til Europa, USA og Mexico. Planerne blev dog ødelagt af hans modstandere. Han begik selvmord i 1930, formentlig på grund af det mislykkede projekt og ulykkelig kærlighed.
I Sovjetunionen blev han udråbt til at være "revolutionens trommeslager", mens hans produktion kom først frem efter glasnost. Han fik en plads opkaldt efter sig i Moskva, men den blev efter kommunismens fald omdøbt til Triumfpladsen. På pladsen findes et monument, hvor poesientuaiaster årligt mindes ham på hans dødsdag. Han er begravet på Novodevitjekirkegården i Moskva.